# Calamodes boursini
Calamodes boursini là một loài bướm đêm trong họ Geometridae.